# Dušan Vlahović
Dušan Vlahović (serbisch-kyrillisch Душан Влаховић; * 28. Januar 2000 in Belgrad) ist ein serbischer Fußballspieler. Der Stürmer steht seit Januar 2022 in Diensten von Juventus Turin und ist Nationalspieler.

## Karriere

### Vereine
Vlahović stand ab Januar 2015 im Kader der ersten Mannschaft des FK Partizan Belgrad. Am 21. Februar 2016 debütierte er bei der 1:2-Auswärtsniederlage gegen OFK Belgrad im Alter von 16 Jahren in der SuperLiga. Sein erstes Pflichtspieltor erzielte er am 2. April 2016 beim 3:2-Heimsieg gegen den FK Radnik Surdulica.
Am 28. Januar 2018, seinem 18. Geburtstag, wechselte Vlahović zur AC Florenz. Nachdem er dort zunächst nur in der A-Jugend zum Einsatz gekommen war, debütierte er am 25. September 2018 bei der 1:2-Niederlage gegen Inter Mailand in der Serie A. In der Spielzeit 2020/21 entwickelte sich der Serbe zum Stammspieler und torgefährlichsten Spieler der Fiorentina. Insgesamt erzielte Vlahović 21 Tore in 37 Ligaspielen und wurde dafür im Mai 2021 als U23-Spieler der Saison ausgezeichnet.
Ende Januar 2022 wechselte Vlahović innerhalb der Serie A für eine Ablösesumme in Höhe von 70 Millionen Euro, die sich durch Bonuszahlungen um bis zu 10 Millionen Euro erhöhen kann, zu Juventus Turin. Er unterschrieb einen bis zum 30. Juni 2026 laufenden Vertrag.

### Nationalmannschaft
Vlahović kam ab November 2016 auf elf Einsätze für die U19-Nationalmannschaft, für die er sechs Tore erzielte. Im September 2019 spielte er erstmals für die U21-Nationalmannschaft, für die er bis Jahresende dreimal zum Einsatz kam.
Im Oktober 2020 debütierte er in der A-Nationalmannschaft. Beim 5:0-Sieg in der Nations League gegen Russland erzielte er am 18. November 2020 sein erstes Länderspieltor. Im WM-Qualifikationsspiel am 12. Oktober 2021 gegen Aserbaidschan, das Serbien mit 3:1 gewann, erzielte er erstmals zwei Tore in einem Länderspiel.

## Erfolge
- Serbischer Meister: 2016/17 (FK Partizan Belgrad)
- Serbischer Pokalsieger (2): 2015/16, 2016/17 (FK Partizan Belgrad)
- Coppa-Italia-Primavera-Sieger: 2018/19[5] (AC Florenz)
- Italienischer Pokalsieger: 2023/24 (Juventus Turin)

Auszeichnungen
- Nominierung für den Ballon d’Or: 2022 (17. Platz)
- Stürmer der Saison der Serie A: 2023/24
- U23-Spieler der Saison der Serie A: 2020/21
- Team des Jahres der Serie A: 2022
- Spieler des Monats der Serie A (2): Dezember 2021 und Januar 2024
- Torschützenkönig (2): Coppa Italia Primavera 2018/19 (6 Tore), Coppa Italia 2021/22 (4 Tore)